# Moseć (Ružić)
Moseć falu Horvátországban Šibenik-Knin megyében. Közigazgatásilag Ružićhoz tartozik.

## Fekvése
Knintől légvonalban 27, közúton 35 km-re délre, községközpontjától légvonalban 5, közúton 8 km-re délnyugatra Dalmácia középső részén, a Moseć-hegység szélén fekszik. Két településrésze Gornji- és Donji Moseć. A falu régi tulajdonképpeni magját a hegyek közötti Gornji Moseć képezi. Itt ma már csak kevés ember él, akik még állattartással foglalkoznak. Ez volt régen Moseć lakóinak a fő és egyetlen foglalkozása. Donji Moseć azon a helyen települt, ahol a hegység és a Čikola folyó találkozik. Ma már itt lakik a népesség többsége. Nagy részük állattartásból, tejtermelésből él, de többen foglalkoznak mezőgazdasággal, kertészettel is. Kis részük a közeli vállalatoknál dolgozik alkalmazottként.

## Története
A falunak 1857-ben 426, 1910-ben 533 lakosa volt. Az első világháború után rövid ideig az Olasz Királyság, ezután a Szerb-Horvát-Szlovén Királyság, majd Jugoszlávia része lett. 1991-ben lakosságának 90 százaléka horvát, 7 százaléka szerb nemzetiségű volt. A délszláv háború idején Moseć a horvát védelmi vonal legfontosabb eleme volt, amely éppen a baljaki szerb támaszponttal átellenben helyezkedett el. A szerb erők négy évig ágyúzták az itteni állásokat és néhányszor gyalogsági támadást is megkíséreltek ellene, de mindannyiszor eredménytelenül. Moseć mindvégig horvát kézen maradt. A falunak 2011-ben 75 lakosa volt, akik főként állattartással foglalkoztak. Moseć ma a község legkisebb lélekszámú falva, csökkenő lakossággal. Bár új házak már nem épülnek itt, utcáin még hallatszik gyermekzsivaj. Katolikus hívei a gradaci plébániához tartoznak.

## Lakosság
| Lakosság változása | Lakosság változása | Lakosság változása | Lakosság változása | Lakosság változása | Lakosság változása | Lakosság változása | Lakosság változása | Lakosság változása | Lakosság változása | Lakosság változása | Lakosság változása | Lakosság változása | Lakosság változása | Lakosság változása | Lakosság változása |
| ------------------ | ------------------ | ------------------ | ------------------ | ------------------ | ------------------ | ------------------ | ------------------ | ------------------ | ------------------ | ------------------ | ------------------ | ------------------ | ------------------ | ------------------ | ------------------ |
| 1857               | 1869               | 1880               | 1890               | 1900               | 1910               | 1921               | 1931               | 1948               | 1953               | 1961               | 1971               | 1981               | 1991               | 2001               | 2011               |
| 426                | 470                | 358                | 382                | 479                | 533                | 482                | 529                | 367                | 359                | 366                | 311                | 255                | 149                | 108                | 75                 |

## Nevezetességei
Szent Márton tiszteletére szentelt római katolikus temploma 1890-ben épült.